# Пульс (фильм, 2006)
«Пульс» (англ. Pulse) — американский фантастический фильм ужасов 2006 года режиссёра Джима Сонзеро, ремейк японского фильма ужасов «Пульс». Премьера фильма состоялась 11 августа 2006 года. В США фильм собрал $20 264 436, в остальном мире $9 503 148, что в общей сложности составило $29 767 584. В 2008 году direct-to-video вышли вторая и третья части сериала под названиями «Пульс 2: После жизни» и «Пульс 3: Вторжение» соответственно.

## Сюжет
В начале фильма мы видим Джоша (друга Метти), крайне обеспокоенного и встревоженного необъяснимыми явлениями. Во время ожидания встречи с программистом вычислительного центра в университетской библиотеке на Джоша нападает нечто.
На студенческой вечеринке выясняется, что в последнее время отношения между Метти и Джошем стали очень напряжёнными. После разговора со своей подругой Иззи Метти решает отправиться к Джошу. В квартире она обнаруживает своего приятеля в крайне депрессивном состоянии. По непонятной для Метти причине Джош кончает жизнь самоубийством (повесившись на кабеле от компьютера), практически на глазах у своей подруги.
После пережитого ужаса Метти начинают мучить странные кошмары. В сновидении показаны обрывки воспоминаний, причудливым образом скомпилированные в мрачные видения. Во сне она видит мрачный мир в серо-охристой гамме, а также своего друга с быстро увеличивающимися черными пятнами на лице, который просит о помощи. Ночные видения настолько испугали девушку, что она решает обратиться за помощью к университетскому психологу. Он, не видя в состоянии Метти (а также в смерти Джоша) ничего странного, убеждает её в необходимости позитивной работы над своими страхами.
Встречаясь после разговора у психолога с Иззи, Метти обращает внимание на уборщика, который замывает странное чёрное пятно. Во время общения с друзьями в интернет-чате начали появляться сообщения с просьбой о помощи от неизвестного адресата, представившегося Джошем. Друзья Метти, как и она сама, были шокированы и выдвигали различные версии произошедшего, сойдясь на версии о вирусе на компьютере Джоша, что, по мнению Стоуна, до сих пор подключён к Интернету.
По просьбе Метти Стоун отправляется в квартиру Джоша. Проникнув туда через слуховое окно над дверью, он обнаруживает, что компьютер Джоша не только не подключён к Интернету, но и вообще исчез. С целью найти причину необъяснимых явлений Стоун осматривает квартиру, и обнаруживает запертую дверь. За дверью он находит спальню в очень запущенном состоянии, а также вещи, которым он не может найти объяснения (окно, заклеенное красной лентой, отсутствующее зеркало в ванной). Из задумчивости его выводит звук захлопнувшейся двери. Стоун обнаруживает, что в спальне он уже не один: из полумрака комнаты, двигаясь странными дёргающимися движениями, в его сторону направляется призрак женщины. Это видение вводит его в панику. В попытке найти какое-то объяснение происходящему Стоун смотрит под кровать, но не видит ничего необычного. Призрак настигает его, когда Стоун уже готов списать всё на страх, и забирает у него некую субстанцию.
Не получив никаких вестей, Метти звонит Стоуну, однако тот игнорирует тему компьютера, сославшись на депрессию. Он обнаруживает на своей правой руке растущее «буквально на глазах» чёрное пятно. Неудовлетворенная разговором со Стоуном, Метти отправляется в квартиру Джоша, но обнаруживает, что владелец решил снова сдать её в аренду. На вопрос о компьютере хозяин квартиры говорить отказался. После словесной перепалки выяснилось, что компьютер был продан некоему Декстеру Маккарти.
Подозревая Декстера в рассылке сообщений о помощи, Метти предъявляет ему обвинение в домогательстве, однако выясняется его полная непричастность к этому (компьютер всё это время пролежал в багажнике его машины). Включив компьютер после разговора с Метти, Декстер обнаруживает на нём приглашение «Хочешь увидеть призрака?». Пройдя по ссылке, Декстер обнаруживает странные видеозаписи, снятые на веб-камеру, со сценами самоубийств. В своём почтовом ящике Метти обнаруживает посылку от Джоша с красной лентой внутри, отправленную им за два дня до смерти. В прилагаемой записке содержалось буквально следующее: «Это удерживает их. Не знаю почему». Обстоятельства смерти друга вызывают у Метти всё больше вопросов.
Тем временем в городе растёт количество самоубийств. Власти города называют это лишь чередой совпадений. Декстер показывает видеозаписи Метти и указывает на существование обратной связи (иными словами, задаётся вопросом о том, как давно люди на видео за ним наблюдают). Метти, не выдержав сцен насилия в роликах, покидает Декстера. Он предлагает призвать к ответу людей, занимающихся распространением этого видео. Метти отказывается участвовать в этом, ссылаясь на невозможность вернуть Джоша.
Обстановка в городе становится всё напряжённее. Людей на улицах всё меньше и меньше. На глазах у Метти двое людей пытались покончить жизнь самоубийством. Девушку начинает преследовать видение. Странный полуобнажённый лысый человек с тёмными глазами. Метти не может найти этому разумное объяснение, и считает всё это не больше чем иллюзией. В ванной она погружается в забытье, и в полусне видит мрачный мир будущего в состоянии хаоса. Очнувшись, она видит в воде отражение страшного лица. На следующем визите у психолога девушка очень взволнована. Она заявляет о призраках, преследующих её во снах. Психолог убеждает Метти в иллюзорности её страхов, он объясняет всплеск самоубийств массовой истерией. Однако преследования призрака становятся всё более навязчивыми. Это неизвестное существо, не проявляя явных признаков агрессии, практически тенью следует за Метти. Сцена в туалете лишний раз это подтвердила.
Тим отправляется к Стоуну и становится свидетелем его смерти. Увиденное ввергает его в панику, он оклеивает комнату красной лентой, однако на дверной глазок её не хватило. В сомнении Тим смотрит в дверной глазок, и не видит ничего необычного, однако через секунду призрак атакует его.
Поздно ночью психолог в собственном кабинете видит на экране рабочего монитора лицо молодой девушки. Фотография этой же девушки стоит рядом на столе. Предположительно, это его дочь. Через несколько секунд призрак появляется перед профессором.
Метти решает продолжить расследование вместе с Декстером. На винчестере компьютера Джоша они обнаруживают ключ к дальнейшему расследованию головоломки. Из видеодневника Джоша Метти узнает предысторию трагических событий, а также имя главного программиста научно-исследовательского центра — Дуглас Зиглер. Выясняется, что существует вирус, способный уничтожить призраков.
Призрак атакует Иззи в прачечной студенческого кампуса.
Декстер находит флешку с вирусом Красная Лента (Red_Tape.exe), сделанным Джошем, отключённой от компьютера, и запускает вирус на своём компьютере, чем привлекает внимание призрака. Он пытается атаковать, но не успевает. Декстер убегает, забрав флешку.
Дома Метти находит Иззи в очень тяжёлом состоянии, а впоследствии становится свидетельницей её смерти. Декстер и Метти направляются к Зиглеру, от которого узнают подробности. Лаборатория научно-исследовательского центра под руководством Дугласа Зиглера работала над принципиально новой технологией. В результате исследований были найдены новые частоты сверхширокого диапазона радиосвязи. Появились странные помехи. Призраки меняли частоту, уходили, как только их обнаруживали. Исходом экспериментов стало проникновение призраков в наш мир. По словам Дугласа, Джош виновен в том, что выпустил их. Дуглас указал, где находится сервер вычислительного центра, но сам в затее с вирусом участвовать отказался, так как считал её бессмысленной.
Проникнув в компьютерный центр, Метти была атакована призраком из своих видений. В момент нападения она погрузилась в одно из них. Была найдена причина этих снов. Предположительно этот призрак искал прямой путь к разуму Метти через её подсознание. Вдобавок к этому Метти оказалась единственным человеком, кто был способен достаточно долго сопротивляться атаке призраков. Декстер вмешался вовремя и вывел Метти из-под атаки призрака.
Несмотря на уговоры Метти, Декстер решает попробовать использовать вирус. Он заражает систему, и та отключается. Однако за этим следует перезагрузка уже под управлением призраков.
Поняв бессмысленность своих действий, герои на пикапе покидают город, направляясь в одну из «мёртвых» зон связи. К этому моменту город полностью вымирает. Его основное население: призраки и люди без души.

## В ролях
| Актёр           | Роль              |
| --------------- | ----------------- |
| Иэн Сомерхолдер | Декстер           |
| Кристен Белл    | Мэтти             |
| Джонатан Такер  | Джош              |
| Кристина Милиан | Исабель Фуэнтес   |
| Рик Гонсалес    | Стоун             |
| Сэмм Ливайн     | Тим               |
| Зак Гренье      | профессор Кардифф |
| Джозеф Гатт     | тёмная фигура     |

## Связь и отличия от оригинального фильма
По сравнению с оригинальным фильмом сюжет фильма оказался более упрощённым и понятным. Кроме того, главными героями сделаны студенты.

## Технические данные
- Фильмокопия: Fujifilm 35mm
- Звук: Dolby Digital 5.1, DTS 5.1, SDDS 7.1
- Рейтинг MPAA: PG-13